# Lonicera humilis
Lonicera humilis är en kaprifolväxtart som beskrevs av Grigorij Silych Karelin och Kir. Lonicera humilis ingår i släktet tryar, och familjen kaprifolväxter. Inga underarter finns listade i Catalogue of Life.